# Barfuß ins Bett
Barfuß ins Bett ist eine 14-teilige Familienserie des Fernsehens der DDR aus den Jahren 1988 bis 1990. Regie führte  in der ersten Staffel Peter Wekwerth und in der zweiten Staffel Horst Zaeske, das Drehbuch schrieb Ingrid Föhr.

## Handlung
Im Mittelpunkt der Handlung steht der Oberarzt Dr. Hans Schön, welcher nach dem Tod seiner Ehefrau allein lebt. Zu seinem Haushalt gehören neben seiner Mutter zwei Söhne. Der jüngere Sohn Robert erkrankt an Röteln und steckt seine schwangere Kindergärtnerin Josi an. So lernen sich Dr. Schön und Josi kennen und lieben. Noch in der ersten Folge heiraten die beiden, und es entstehen weitere Probleme zunächst mit der Mutter von Schön und im weiteren Verlauf (vor allem in der zweiten Staffel) hinsichtlich Familienkonzepten in der jüngeren Generation (Sohn Clemens).

## Hintergrund
Der Titel spielt auf die Familientradition an, gemeinsam im Bett zu liegen, was filmisch durch die Darstellung nackter Füße in unterschiedlichen Zusammenstellungen immer wieder in der Serie auftaucht.
Obwohl die Handlung örtlich nicht gebunden ist, werden häufig Örtlichkeiten des Drehorts Neubrandenburg gezeigt.
Die einzelnen Folgen waren knapp 60 Minuten lang und liefen freitags um 20.00 Uhr.

## Episodenliste
| Nr. (ges.) | Nr. (St.) | Originaltitel | Zusammenfassung | Erstausstrahlung D |
| ---------- | --------- | ------------- | --- | ------------------ |
| 1          | 1         | Hohe Zeit     | Robert wird von seiner Kindergärtnerin Josi betreut, da seine Oma Martha im Krankenhaus liegt und sein Vater Hans als Oberarzt wenig Zeit hat. Robert findet das toll, da er selbst keine Mutter mehr hat. Und auch Josi bringt das mal wieder auf andere Gedanken, denn sie ist schwanger, aber ihr Freund möchte das Kind nicht. Als Oma Martha aus dem Krankenhaus entlassen wird, muss sie doch sehr staunen über die Veränderungen. | 24. Juni 1988      |
| 1          | 2         | Geburt        | Dr. Schön und Josi haben geheiratet. Robert ist glücklich, dass er endlich wieder eine richtige Mutti hat. Doch Clemens Schön mag es nicht, wenn Josi sich in sein Leben einmischt, und Oma Martha fühlt sich übergangen und sieht sich aus der Wohnung verdrängt. | 1. Juli 1988       |
| 1          | 3         | Hü oder Hott  | Clemens feiert seinen 18. Geburtstag. Er bekommt zwar nicht sein ersehntes Motorrad geschenkt, dafür hat Oma Martha ein Sparbuch für ihn, das ihm als Anzahlung dienen soll. Mit einem gebrauchten Motorrad werden Clemens und Jule in einen Unfall verwickelt … | 8. Juli 1988       |
| 1          | 4         | Laura         | Dr. Schön verliert mit Karl Teuschler einen Freund und Kollegen. Denn er verunglückt mit seiner Frau bei einem Autounfall tödlich. Deren Tochter Laura findet schließlich bei Familie Schön ein neues Zuhause, was auch den kleinen Robert sehr glücklich macht. | 15. Juli 1988      |
| 1          | 5         | Eisblumen     | Vater Schön wäre es am liebsten, wenn auch sein Sohn Clemens Medizin studieren würde. Doch seine Zensuren sind dafür nicht ausreichend. Immerhin nimmt er einen Ferienjob als Hilfspfleger in der Unfallklinik an und lässt dafür sogar den geplanten Winterurlaub mit Jule platzen. Die findet dann bald auch einen anderen Begleiter. Hans ist derweil immer noch enttäuscht von Clemens. Der sucht Verständnis bei seiner Oma, die gerade ein paar Tage an der Ostsee verbringt, obwohl ihr Bruder August daheim krank ist. | 22. Juli 1988      |
| 1          | 6         | Zerreißprobe  | Clemens steckt mitten in den Abiturprüfungen und Oma Martha kümmert sich um ihren schwer kranken Bruder August. Josi hilft ein paar Tage als Vertretung ihrer Freundin Heidi im Kindergarten und arbeitet nebenbei noch in einer kleinen Kunstgalerie. Dort sollen bald Bilder und Zeichnungen von Onkel August ausgestellt werden. Josi wächst allmählich alles über den Kopf und Hans fühlt sich vernachlässigt. Schwester Karin spendet Hans Trost und Fürsorge und wird schnell Ersatz für Josi. Doch am Sterbebett von August finden die beiden wieder zueinander. | 29. Juli 1988      |
| 1          | 7         | Neubeginn     | Kurz nach dem Abitur wird Jule schwanger. Ihre Eltern drängen auf einen Schwangerschaftsabbruch. Was tun? Oma Martha fühlt sich nach dem Tod von August etwas einsam und bietet Clemens und Jule eine neue Bleibe in Augusts Häuschen. Clemens absolviert einen Teil seiner Lehre auf einem Internat in Berlin und Jule fällt langsam die Decke auf den Kopf. | 5. Aug. 1988       |
| 2          | 1         | ohne Titel    | An der Ostsee wird im großen Familienkreis der 35. Hochzeitstag von Josis Eltern gefeiert. Dabei teilen Clemens und Jule mit, dass sie heimlich geheiratet haben. Da Oma Martha nicht mit dem Zug angekommen ist, macht man sich Sorgen und Hans und Josi fahren zurück. Tatsächlich hat Oma Martha einen Kollaps erlitten, als sie kurz vor der Abreise von der Heirat des Enkels erfuhr. Sie fühlt sich hintergangen. Die Bekanntschaft mit einem feinfühligen Kavalier (Oskar) bessert jedoch bald ihre Stimmung. | 30. März 1990      |
| 2          | 2         | ohne Titel    | Jule beschäftigt sich während ihrer Schwangerenzeit in einer Keramikwerkstatt, um die Angst vor der bevorstehenden Entbindung zu verdrängen. Als Tochter Luise gesund zur Welt kommt, ist Jules Zulassung zum Studium verfallen. So will sie zu Clemens nach Berlin ziehen und dort eine Lehre in einer Töpferei beginnen. | 6. Apr. 1990       |
| 2          | 3         | ohne Titel    | Zoff zwischen den Geschwistern Robert und Laura: Sie zeigt in der Schule bessere Leistungen und wird auch im Haushalt Robert oft als Vorbild hingestellt; das nutzt sie auch aus, sodass es immer wieder zwischen den Kindern kracht. Der Rest der Familie erkennt die eigentlichen Probleme nicht. Die Sache eskaliert, als Laura den Nachbarsjungen Franz als Freund vorzieht und mit ihm mehr Zeit verbringt als mit Robert. Robert versucht erfolgreich, sie mit Geschenken zu beeindrucken; aber dazu muss er mehrfach Waren aus der Kaufhalle „mitgehen lassen“. Erst als er dabei von Oskar gesehen wird, löst die Familie gemeinsam die Probleme. | 13. Apr. 1990      |
| 2          | 4         | ohne Titel    | Oma Martha verreist mit Oskar nach Dresden und Sächsische Schweiz und macht ihm in den Gesprächen deutlich, wie wichtig für sie die Familie ist. Jule und Clemens reisen auf Einladung von Rosis Eltern an die Ostsee, um gemeinsam auszuspannen. Unerwartet erhält Josi kurzfristig die Bewilligung einer Kur. Damit fallen alle möglichen Helfer:innen aus, die Verantwortung für Haushalt mit Robert und Laura bleibt bei Hans – und der muss kurzfristig die Gynäkologie-Abteilung bei einem Kongress in Dresden vertreten. Schon in den ersten Tagen scheitert er an den Anforderungen des Haushalts und kann sich nicht auf seinen Vortrag vorbereiten. Was für ein Glück, dass Schwester Karin (sein Beinahe-Seitensprung aus Folge 6) immer noch genug Sympathie für Hans hat und Kinder und Haushalt betreut, sodass Hans zum Kongress nach Dresden fahren kann. Aber Laura und Robert vermissen ihre Mutter und reisen ihr nach. | 20. Apr. 1990      |
| 2          | 5         | ohne Titel    | Fernbeziehung, Kind, Ausbildung und Prüfung – Jule und Clemens müssen lernen, wie schwierig alles unter einen Hut zu bringen ist. Clemens muss sich auf eine Zwischenprüfung vorbereiten, fühlt sich aber in Berlin einsam ohne Jule und Töchterchen Luise und fährt nach Hause, wo Jule im Garten eine Grill-Party mit lauter Musik feiert. Währenddessen wird die Nachbarstochter Babette erwachsen, flüchtet vor ihrem herrschsüchtigen Vater und kommt als Untermieterin bei Oskar unter. Clemens hilft ihr beim Umzug – und erhält anschließend nach Berlin per Brief eine Liebeserklärung. Er wehrt sich dagegen, landet aber doch mit Babette im Bett. Das bleibt Anderen (auch Jule) nicht verborgen. Jule und Clemens müssen sich über ihre Gefühle und die Zukunft klar werden. | 27. Apr. 1990      |
| 2          | 6         | ohne Titel    | Oma Münch arbeitet als Schneiderin und soll für Josi ein Kleid machen. Dabei lernt Josi deren Tochter Eva und die Enkelin Paula kennen. Paula soll mit ihrer Mutter und deren aktuellem Freund in eine eigene Wohnung ziehen, was ihr die Trennung von der liebevollen Oma schwer macht; dabei kommt sie in den Kindergarten zu Josi. In der fremden Umgebung leidet sie schon bald und sehnt sich nicht nur nach der Oma, sondern nach einem richtigen Papa. Josi und Andere helfen bei der Lösung der Konflikte. Nebenbei verarbeitet Josi ihre Gedanken zu einem Hörspiel für Kinder, das sie am Schluss der Folge an den Rundfunk schickt. | 4. Mai 1990        |
| 2          | 7         | ohne Titel    | Hans plagt die Eifersucht, nachdem seine Frau Josi den Tonmeister Rainer Korb kennenlernt, der ihr bei der Veröffentlichung ihres Kinderhörspiels helfen will. Aber Josi weiß, was sie an ihrem Mann hat, und widersteht den Avancen. Oma Martha hat indessen beschlossen, an ihrer Beziehung zu Oskar Hübscher zu arbeiten, was zur Folge hat, dass sie sich nicht mehr wie gewohnt um den Haushalt und die Kinder kümmern kann. | 11. Mai 1990       |